# Punta de l'Arc
La Punta de l'Arc és una muntanya de 223 metres que es troba al municipi de Llardecans, a la comarca catalana del Segrià.